# Megacorma schroederi
Megacorma schroederi là một loài bướm đêm thuộc họ Sphingidae. Loài này có ở Sulawesi ở Indonesia.